# Malacopteron magnirostre
Malacopteron magnirostre е вид птица от семейство Pellorneidae.

## Разпространение
Видът е разпространен в Бруней, Индонезия, Малайзия, Мианмар, Сингапур и Тайланд.